# Hérissart
Hérissart est une commune française située dans le département de la Somme, en région Hauts-de-France.

## Géographie

### Localisation
Hérissart est un village picard de l'Amiénois.
À vol d'oiseau, la localité est située à 8 km au nord-est de Villers-Bocage, 15 km au nord-ouest de Corbie, 15 km au sud-est de Doullens, 17 km à l'ouest d'Albert, 17 km au nord-est d'Amiens et à 39 km au sud-ouest d'Arras.
Le territoire de la commune est limitrophe de ceux de six communes.
Les communes limitrophes sont Bavelincourt, Contay, Puchevillers, Rubempré, Talmas et Toutencourt.

### Géologie et relief
Le relief de la commune est assez accidenté : au nord, au nord-est et à l'est, se trouvent plusieurs vallées et vallons. Le reste du territoire communal est constitué par un plateau.

### Nature du sol et du sous-sol
La formation du sol et du sous-sol de la commune est d'époques tertiaire et quaternaire. Sous la terre végétale on trouve des couches de marnes recouvertes d'alluvions ; dans les vallées, des couches de glaise et de grès ; à l'est et au sud des couches de calcaire siliceux recouvertes de limon des plateaux.

### Hydrographie
La commune est située dans le bassin Artois-Picardie. Elle n'est drainée par aucun cours d'eau.

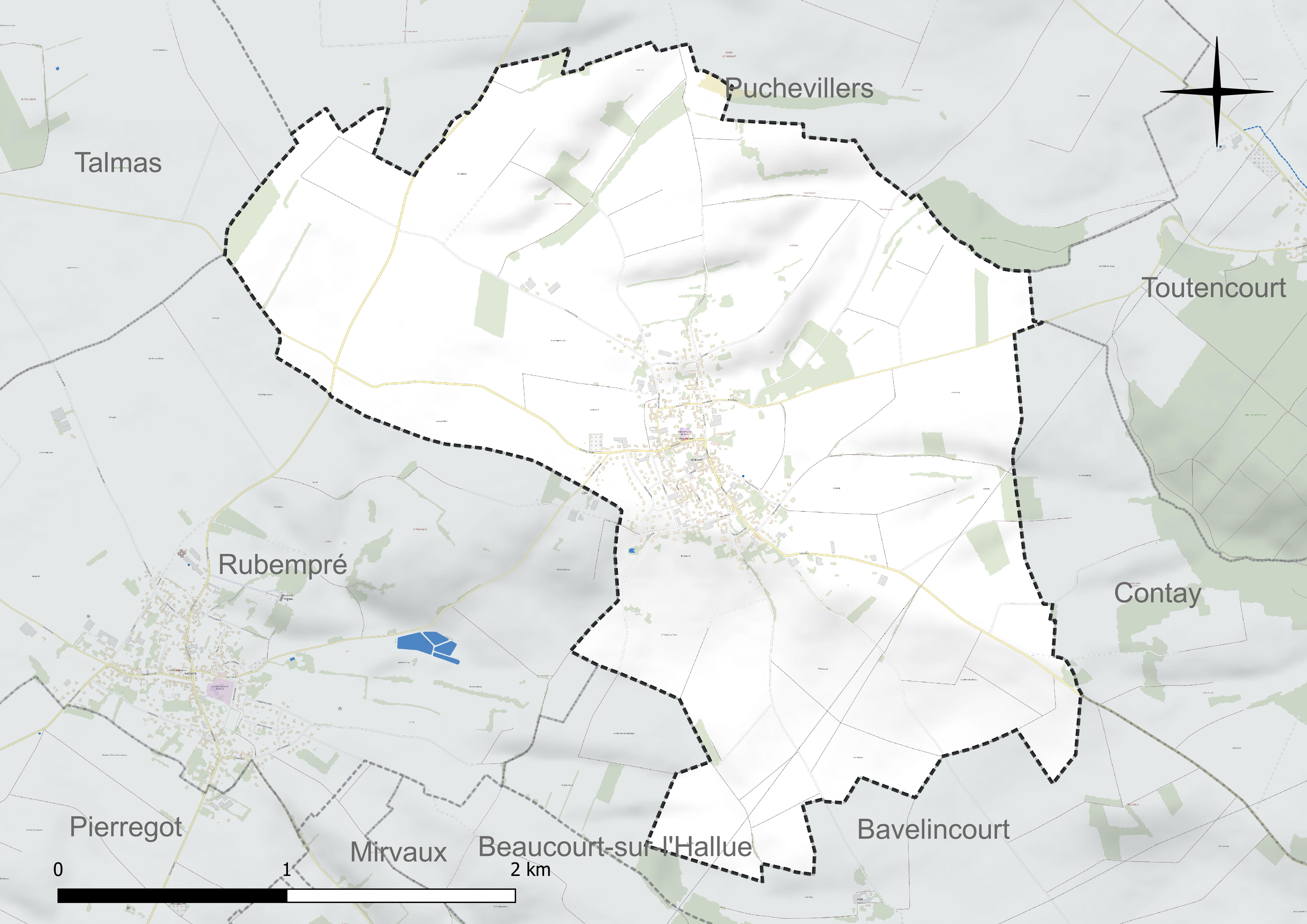
Réseau hydrographique d'Hérissart.

### Climat
Pour des articles plus généraux, voir Climat des Hauts-de-France et Climat de la Somme.
En 2010, le climat de la commune est de type climat océanique altéré, selon une étude du CNRS s'appuyant sur une série de données couvrant la période 1971-2000. En 2020, Météo-France publie une typologie des climats de la France métropolitaine dans laquelle la commune est exposée à un climat océanique et est dans la région climatique Nord-est du bassin Parisien, caractérisée par un ensoleillement médiocre, une pluviométrie moyenne régulièrement répartie au cours de l'année et un hiver froid (3 °C).
Pour la période 1971-2000, la température annuelle moyenne est de 9,9 °C, avec une amplitude thermique annuelle de 14 °C. Le cumul annuel moyen de précipitations est de 828 mm, avec 12,6 jours de précipitations en janvier et 8,8 jours en juillet. Pour la période 1991-2020, la température moyenne annuelle observée sur la station météorologique la plus proche, située sur la commune de Glisy à 17 km à vol d'oiseau, est de 11,1 °C et le cumul annuel moyen de précipitations est de 646,6 mm,. Pour l'avenir, les paramètres climatiques de la commune estimés pour 2050 selon différents scénarios d'émission de gaz à effet de serre sont consultables sur un site dédié publié par Météo-France en novembre 2022.

## Urbanisme

### Typologie
Au 1er janvier 2024, Hérissart est catégorisée bourg rural, selon la nouvelle grille communale de densité à sept niveaux définie par l'Insee en 2022.
Elle est située hors unité urbaine. Par ailleurs la commune fait partie de l'aire d'attraction d'Amiens, dont elle est une commune de la couronne,. Cette aire, qui regroupe 369 communes, est catégorisée dans les aires de 200 000 à moins de 700 000 habitants,.

### Occupation des sols
L'occupation des sols de la commune, telle qu'elle ressort de la base de données européenne d'occupation biophysique des sols Corine Land Cover (CLC), est marquée par l'importance des territoires agricoles (94,2 % en 2018), une proportion sensiblement équivalente à celle de 1990 (95 %). La répartition détaillée en 2018 est la suivante : 
terres arables (82,1 %), prairies (12,1 %), zones urbanisées (5,8 %). L'évolution de l'occupation des sols de la commune et de ses infrastructures peut être observée sur les différentes représentations cartographiques du territoire : la carte de Cassini (XVIIIe siècle), la carte d'état-major (1820-1866) et les cartes ou photos aériennes de l'IGN pour la période actuelle (1950 à aujourd'hui).

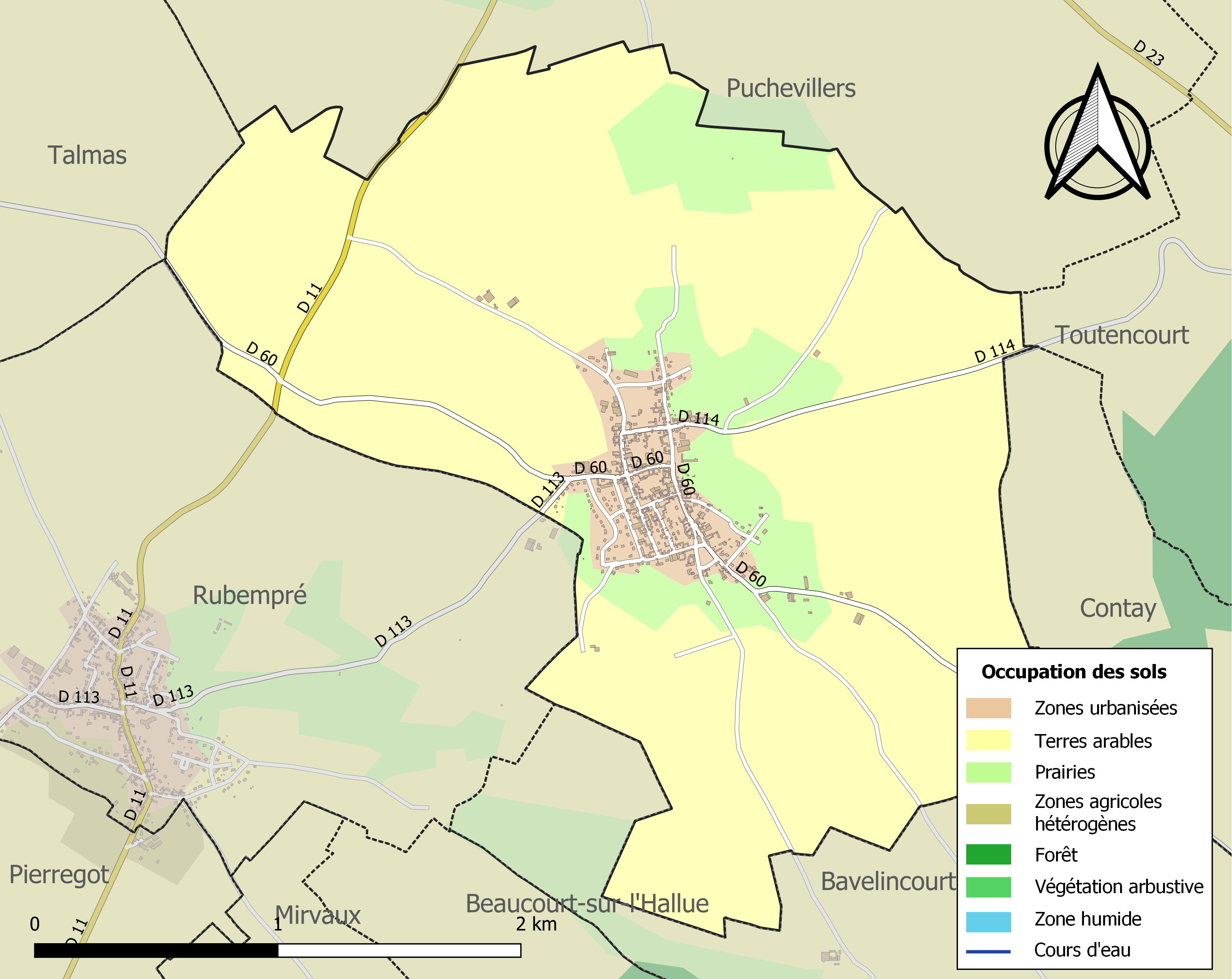
Carte des infrastructures et de l'occupation des sols de la commune en 2018 (CLC).

### Habitat
La commune présente un habitat groupé.

### Voies de communication et transports
La localité est desservie par la ligne d'autocars no 23 (Doullens - Beauquesne - Amiens) du réseau Trans'80, Hauts-de-France, tous les jours sauf le dimanche et les jours fériés.

## Toponymie
Le nom de la localité est attesté sous les formes Henresart en 1153 ; Henrissart en 1252 ; Henrissard en 1322 ; Herrissart en 1422 ; Hérischan en 1648 ; Hérissart en 1507 ; Hérisart en 1720 ; Henrisart en 1728.
Hérissart est un nom qui rappelle l'idée de défrichement, il est cité dans la charte des donations de Clotaire à l'abbaye de Corbie en 662, comme formant la limite de la forêt de la Vicogne, où elle avait été défrichée, « essartée » par le moine Frédehaire.

## Histoire

### Préhistoire
Des silex taillés ont été retrouvés sur le territoire de la commune.

### Antiquité
Des pièces de monnaie romaines à l'effigie de Jules César ont été retrouvées sur le territoire communal.

### Moyen Âge
Deux fiefs se partageaient le territoire de l'actuelle commune d'Hérissart.

#### Les gressiers en firent sa renommée
L'industrie du grès était très ancienne dans la commune et dans quelques autres des environs. On en a extrait de grandes quantités du sous-sol ; entre autres pour les soubassements de la cathédrale d'Amiens au XIIIe siècle et les ponts et fortifications de cette ville (aux XVe et XVIe siècles). Aujourd'hui encore, il n'est pas rare en creusant le sol d'en trouver de fort volumineux.

### Époque moderne

#### Les invasions espagnoles
Le territoire a été composé de cinq fiefs, dont certains noms subsistent encore sur le cadastre. Les habitants ont probablement subi les ravages des invasions espagnoles comme celles des troupes de Jean de Werth en 1636 tout comme les villages de Toutencourt, Val de Maison, Talmas, Harponville. Depuis, la mémoire populaire a toujours transmis qu'il y aurait des souterrains-refuges dans lesquels circulent : « cinq beudets kartchi d'or » (on est même passé à sept aujourd'hui !).

#### Le dernier Seigneur
En 1774, Guy Antoine Picquet, alors âgé de 24 ans, chevalier de Noyencourt, Drancourt, et autres lieux, demeurant à Amiens, racheta la seigneurie d'Hérissart. À cette époque, il était officier dans le corps royal de l'artillerie, qu'il quitta pour entrer dans la compagnie des chevau-légers de la Garde du roi, où il devint capitaine-lieutenant. Avec sa mère, Marie-Françoise Mouret d'Espagny (veuve de François Picquet), ils dotèrent l'église d'au moins une nouvelle cloche, fondue cette même année par les célèbres Cavilliers, fondeurs à Carrépuis. C'est cette cloche qui fonctionne encore actuellement (note : la), deux autres (notes : do et si) ont été saisies pendant la Révolution.
Les terres de la seigneurie passèrent dans la famille de La Fontaine Solare, par le mariage de Marie Françoise Charlotte (qui devint comtesse par cette alliance), fille de Guy Antoine Picquet, dont les héritiers vendirent le « château » à la famille Moullart peu après la guerre de 1870.
En 1760, la paroisse d'Hérissart comptait un clerc laïc, autrement dit, un maître d'école.
En 1789, lors de la rédaction du cahier de doléances, on put constater que les biens ecclésiastiques représentaient le tiers du territoire communal.

### Époque contemporaine

#### L'expansion du village
En 1826, l'église paroissiale fut agrandie avec les pierres provenant de l'ancien château seigneurial.
En 1838, la commune décida de percer la rue Bara et créer la rue Sainte-Catherine, prolongeant ainsi la rue Neuve et reliant Amiens, via Rubempré, plus directement. La culture du lin faisait vivre la majeure partie de la population (1 177 habitants) ; on le cultivait, le récoltait et le tissait sur place, puis il était acheminé à Amiens.
En 1842, trois incendies ravagèrent un grand nombre de maisons, granges, couvertes de chaume et bâties trop proches les unes des autres ;  en avril, le plus dévastateur (l'ampleur est telle que les lueurs sont visibles d'Amiens et de Picquigny) détruisit 56 maisons dans la rue de Beauvais, qui désormais porte le nom de rue Brûles. Quatre nouvelles mares furent percées, s'ajoutant aux trois premières. Autrefois, quatre puits alimentaient les différents quartiers. Celui qui subsiste a (72 mètres de profondeur). Il alimente le château d'eau.
La période dorée fut courte : l'industrialisation des métiers à tisser et l'implantation des manufactures donnèrent un coup dur aux travailleurs de nos campagnes. Napoléon III, envoya sur ses propres fonds, via la préfecture 220 F de secours ! 
Le cimetière communal, situé alors à droite de l'église, était trop petit, un nouveau cimetière fut créé rue Sainte-Catherine en 1866.

#### Les écoles
En 1831, un projet de construction d'école des filles devant le presbytère fut abandonné : terrain trop étroit entre le puits et le cimetière. Comme dans beaucoup de villages de notre département, les religieuses de la Sainte Famille envoyèrent une sœur pour faire l'école aux jeunes filles d'Hérissart en novembre 1840. La salle de classe était une pièce prêtée par des habitants. La fréquentation y fut importante, allant jusqu'à 80 élèves en 1870. Cinq religieuses s'y succédèrent jusqu'en 1903.
Quant aux garçons, leur salle de classe était situé dans un bâtiment autrefois occupé par le chapelain du château, mais il était utilisé comme salle de délibérations du conseil municipal. Ce local, revendiqué par le conseil de fabrique, après bien des vicissitudes devint le « Foyer populaire Saint-Martin » en 1913, puis la salle paroissiale (dans la rue des Écoles). La commune, bénéficiant de deux donations de terrain dans la rue Neuve (actuelle rue des Écoles), fit construire les deux écoles en 1869 avec logement pour les enseignants et une mairie.

#### La guerre de 1870
Le conflit fait rage à quelques kilomètres d'ici, les batteries de canons de la bataille de l'Hallue, à Pont-Noyelles, se firent entendre le 23 décembre. La population d'alors a rapporté que le sol et les vitres tremblaient au bruit des canons (une batterie française avait été établie sur les hauteurs du bois de la Falise) et ils redoutaient pour le village, s'il eut été pris. Les Prussiens du 8e Corps de Prusse rhénane, au nombre de 300 hommes et 280 chevaux, vinrent cantonner dans le village du 21 mars au 26 avril 1871.
Parmi les jeunes gens de la commune ayant combattu pendant l'année terrible, un fut tué devant Metz, un le fut durant le siège de la Commune de Paris et un troisième mourut en captivité.

#### L'économie locale à la fin duXIXesiècle
AgricultureEn 1897, le cheptel sur le territoire communal se composait de 124 chevaux, 2 mulets, 3 ânes, 378 bovins dont 205 vaches laitières, 300 moutons, 125 porcs, 35 chèvres. On comptait également 30 ruches dans la commune.
IndustrieL'industrie était représentée en 1897 par le travail à domicile d'ouvriers fabriquant des chaussures clouées pour des fabricants d'Amiens.
ArtisanatLa commune comptait, en 1897, un meunier et un moulin à vent, deux menuisiers, un charron, trois maréchaux-ferrants, un tonnelier et deux boulangers.

#### LeXXesiècle
L'état des routes s'améliore, et la vie locale en est influencée ; les échanges commerciaux se multiplient. Les trois « messagers » du village relient Amiens chaque semaine.
Plusieurs habitants travaillent chez eux à la confection de chaussures, d'autres vont à Amiens dans les bonneteries, ateliers de couture ou manufacture.
Les fêtes religieuses, et notamment les réceptions d'évêques pour les confirmations, sont fastueuses en 1912, 1930, 1936...
Grande Guerre (1914-1918)Pendant la Première Guerre mondiale un tiers de la jeunesse masculine d'Hérissart fut tué. Plusieurs bataillons anglais logèrent dans des bâtiments du village.
Entre-deux-guerresL'entre-deux-guerres est marqué par le deuil, l'érection du monument aux morts et la dépression économique des années 1930.
Seconde Guerre mondialePendant la Seconde Guerre mondiale, la commune située au nord d'Amiens était incluse dans la zone interdite, rattachée au commandement allemand de Bruxelles.

#### XXIesiècle
Par arrêté préfectoral du 27 décembre 2016, la commune est détachée le 1er janvier 2017 de l'arrondissement d'Amiens pour intégrer l'arrondissement de Péronne.

## Politique et administration
| Période                                  | Période                      | Identité                       | Étiquette | Qualité                                                     |
| ---------------------------------------- | ---------------------------- | ------------------------------ | --------- | ----------------------------------------------------------- |
| Les données manquantes sont à compléter. |                              |                                |           |                                                             |
|                                          |                              | Alfred Danten[réf. nécessaire] |           |                                                             |
| Les données manquantes sont à compléter. |                              |                                |           |                                                             |
| mars 1989                                | juillet 2020                 | Gérard Housse                  | DVD       | Vice-président de la CA du Pays du Coquelicot (2017 → 2020) |
| juillet 2020                             | En cours (au 5 juillet 2020) | Thibault Petit                 |           | Agriculteur                                                 |

## Population et société

### Démographie
L'évolution du nombre d'habitants est connue à travers les recensements de la population effectués dans la commune depuis 1793. Pour les communes de moins de 10 000 habitants, une enquête de recensement portant sur toute la population est réalisée tous les cinq ans, les populations de référence des années intermédiaires étant quant à elles estimées par interpolation ou extrapolation. Pour la commune, le premier recensement exhaustif entrant dans le cadre du nouveau dispositif a été réalisé en 2005.

En 2022, la commune comptait 757 habitants, en évolution de +24,1 % par rapport à 2016 (Somme : −1,26 %, France hors Mayotte : +2,11 %).
| 1793 | 1800 | 1806 | 1821 | 1831 | 1836 | 1841  | 1846  | 1851  |
| ---- | ---- | ---- | ---- | ---- | ---- | ----- | ----- | ----- |
| 850  | 695  | 848  | 931  | 981  | 979  | 1 008 | 1 069 | 1 123 |

| 1856  | 1861  | 1866  | 1872 | 1876 | 1881 | 1886 | 1891 | 1896 |
| ----- | ----- | ----- | ---- | ---- | ---- | ---- | ---- | ---- |
| 1 140 | 1 177 | 1 129 | 957  | 890  | 779  | 790  | 767  | 731  |

| 1901 | 1906 | 1911 | 1921 | 1926 | 1931 | 1936 | 1946 | 1954 |
| ---- | ---- | ---- | ---- | ---- | ---- | ---- | ---- | ---- |
| 640  | 651  | 626  | 554  | 556  | 521  | 460  | 432  | 450  |

| 1962 | 1968 | 1975 | 1982 | 1990 | 1999 | 2005 | 2006 | 2010 |
| ---- | ---- | ---- | ---- | ---- | ---- | ---- | ---- | ---- |
| 412  | 412  | 463  | 512  | 510  | 494  | 511  | 519  | 546  |

| 2015 | 2020 | 2022 | - | - | - | - | - | - |
| ---- | ---- | ---- | - | - | - | - | - | - |
| 609  | 717  | 757  | - | - | - | - | - | - |

### Enseignement
La commune dispose d'une école primaire publique de 64 élèves pour l'année scolaire 2018-2019.

## Économie

### Activités économiques et de services
L'activité dominante de la commune reste l'agriculture.

## Culture locale et patrimoine

### Lieux et monuments
- Église Saint-Martin, rebâtie entre 1811 (chœur) et 1827 (élargissement de la nef). La cloche a été fondue en 1774.
- Réplique de la grotte de Lourdes. Construite en pierre locale, c'est la réalisation d'un vœu lié à la Seconde Guerre mondiale[29].

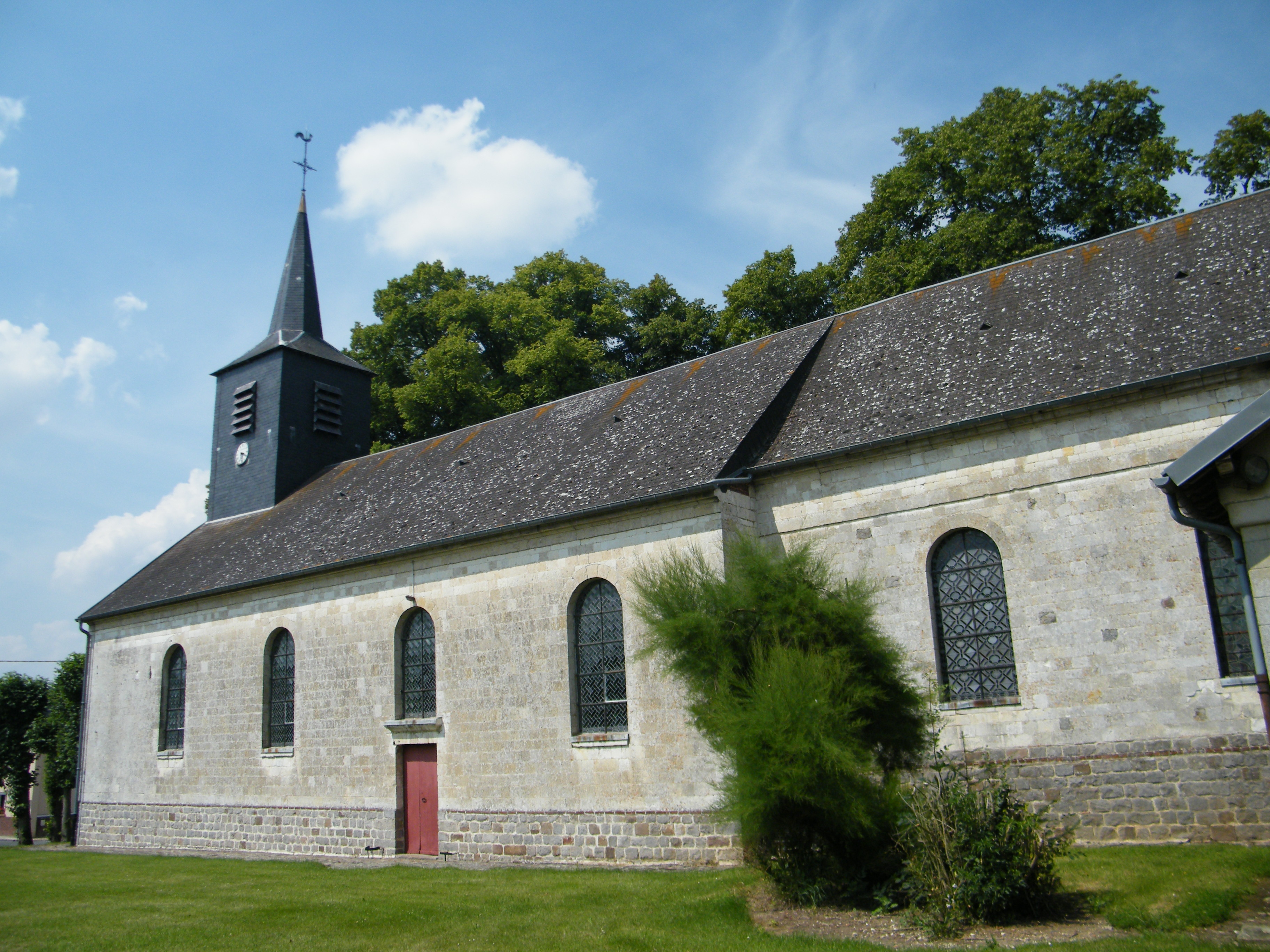
Église Saint-Martin.
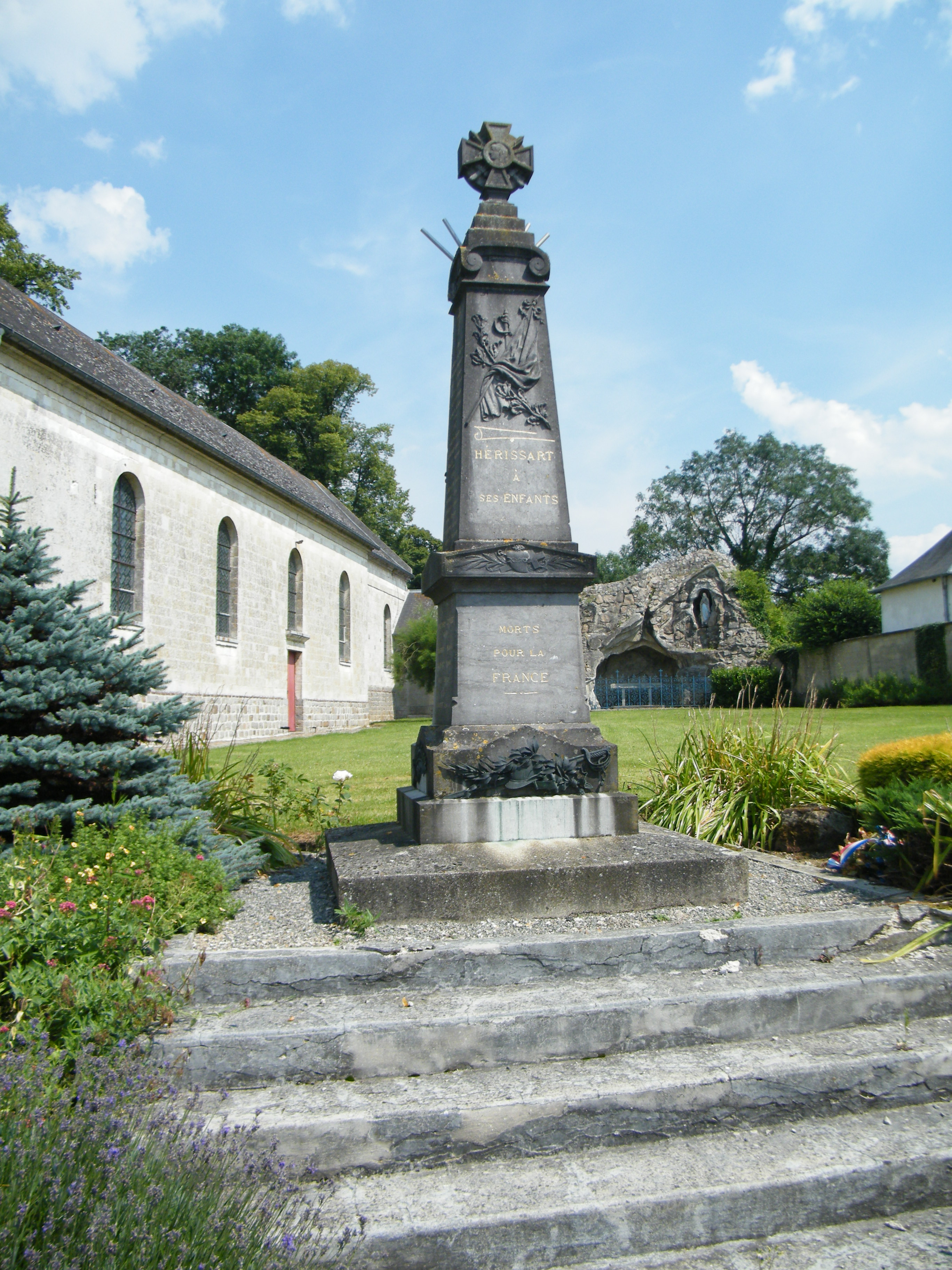
Monument.
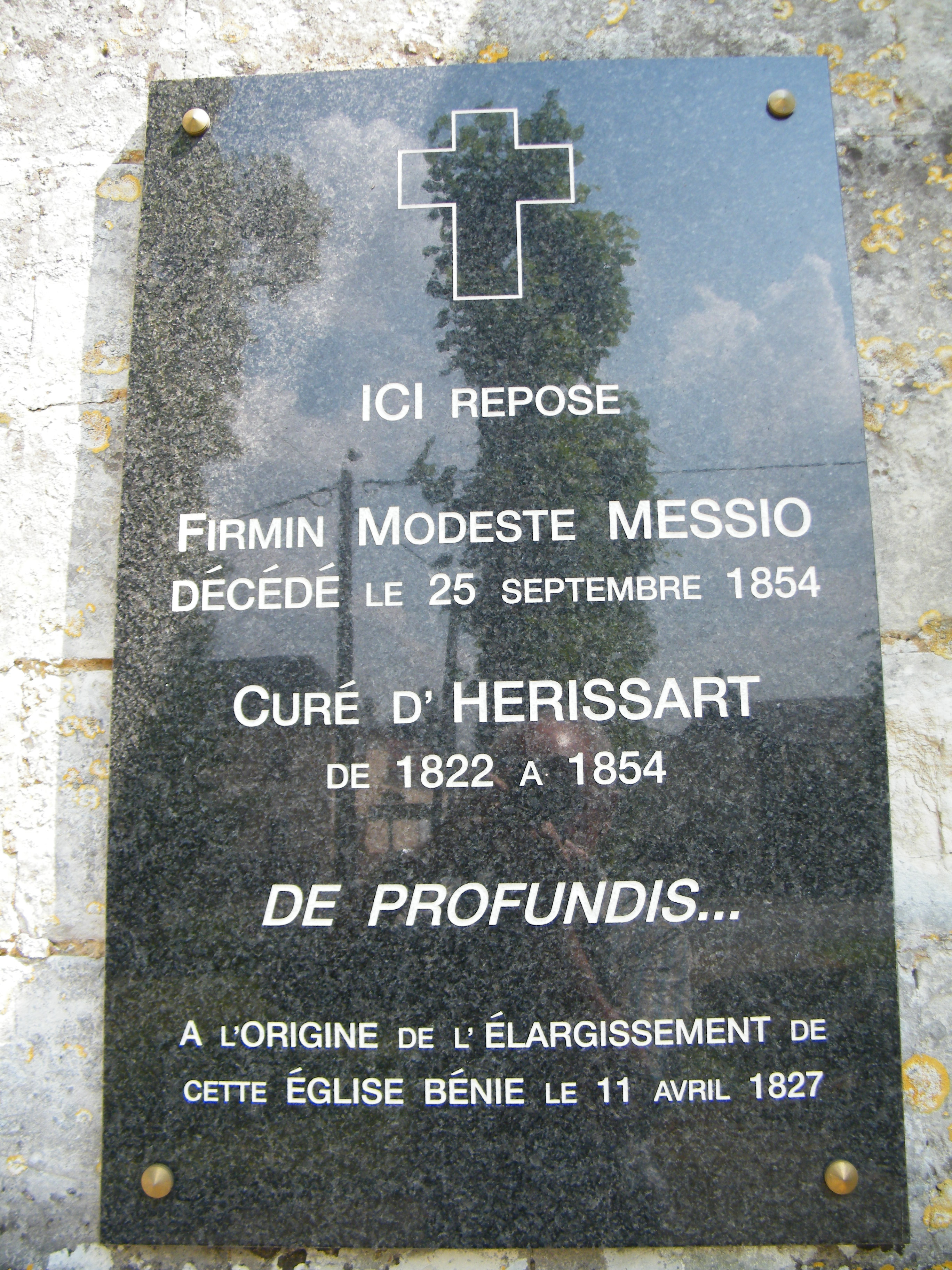
Hommage.
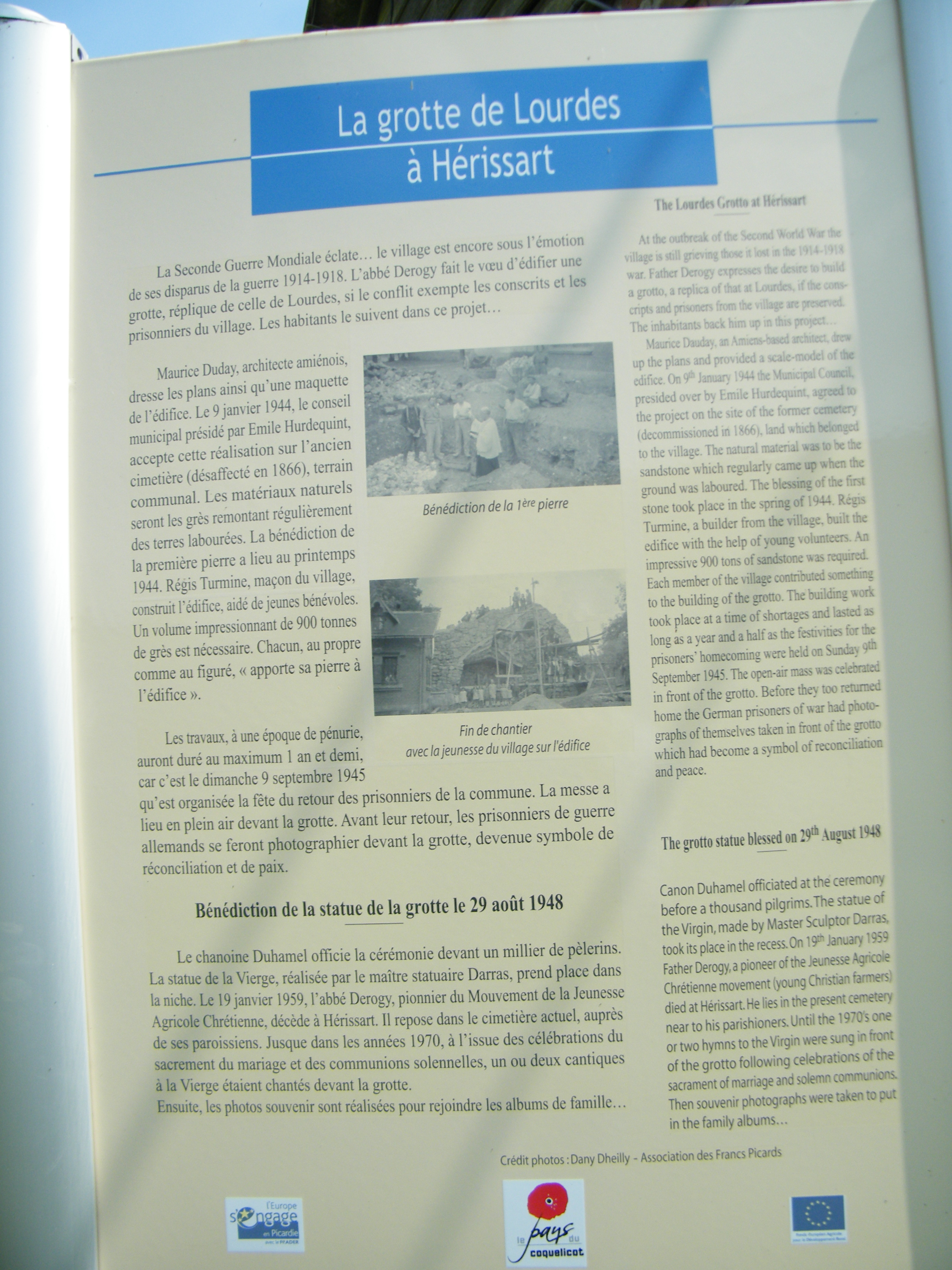
Histoire locale.
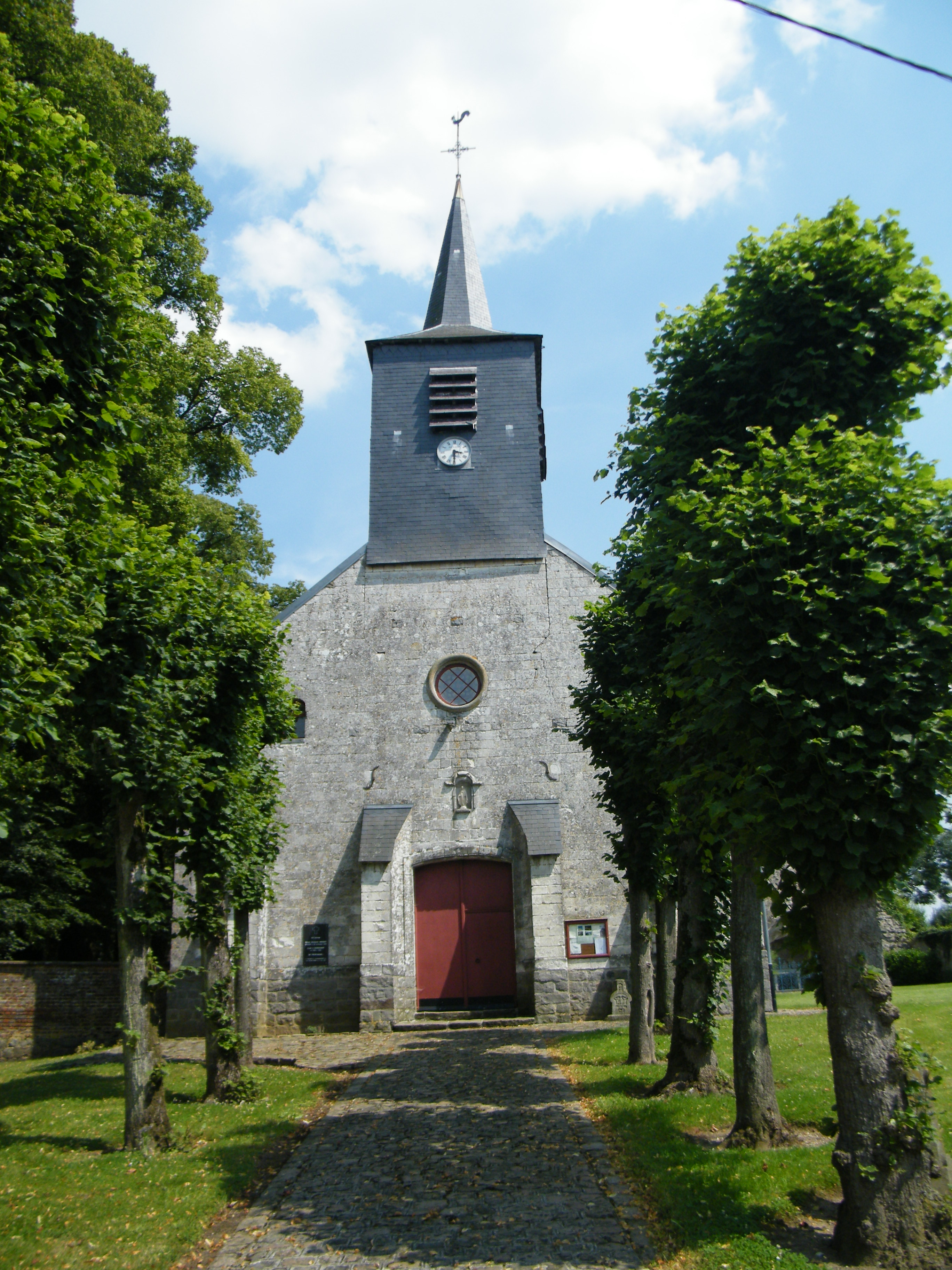
Vue du clocher.
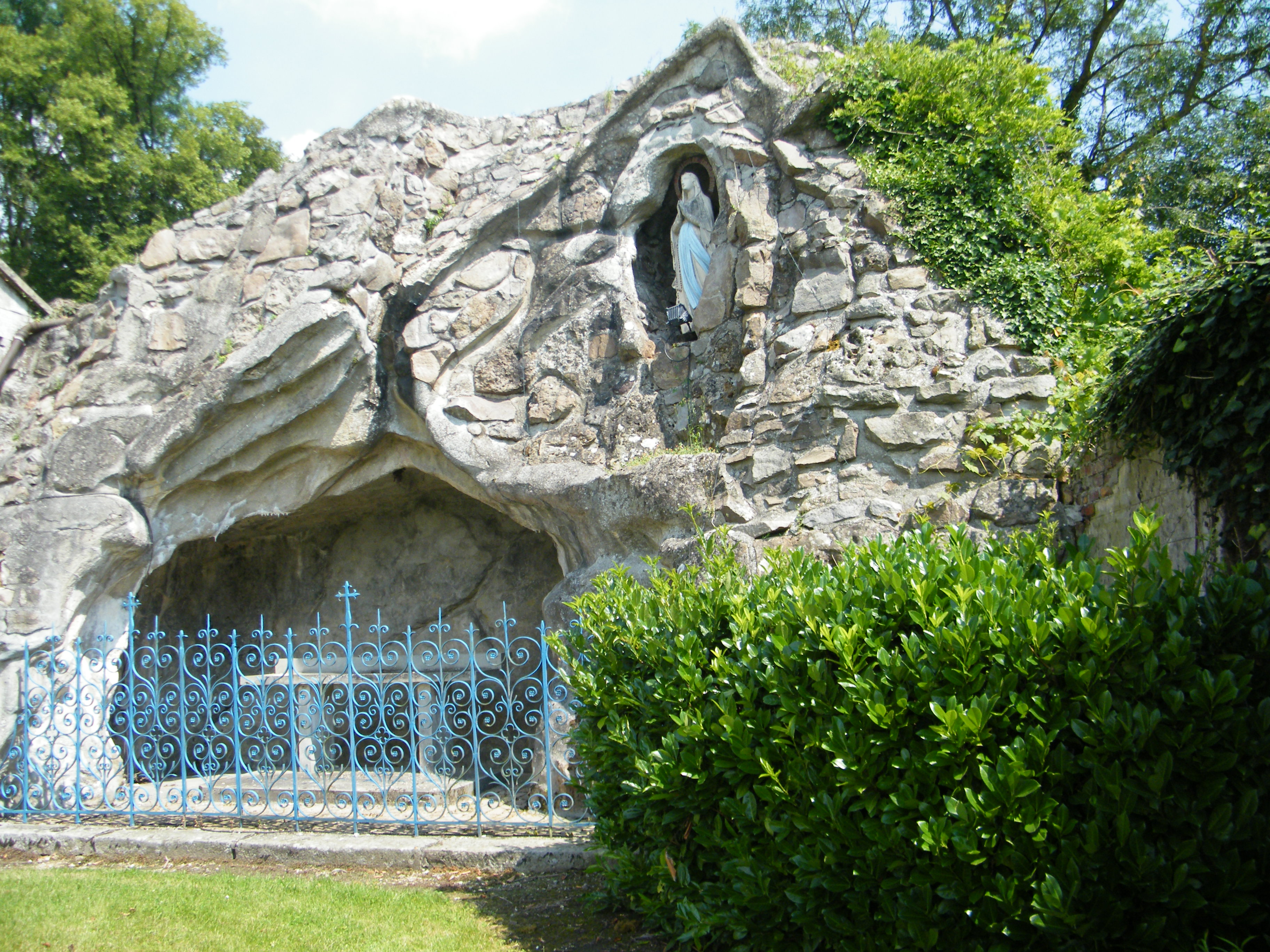
Réplique de la grotte Notre-Dame de Lourdes.

### Personnalités liées à la commune
- Jean-Baptiste Gaudefroy, né le 7 novembre 1779 à Hérissart, décédé le 14 juin 1868 à Hérissart. Il a servi au régiment de chevau-légers-lanciers de la garde impériale de 1803 à 1816, a fait les campagnes d'Autriche, de Prusse, de Belgique, d'Espagne et du Portugal. Chevalier de la Légion d'honneur le 30 avril 1815[30].
- Pierre-Firmin Dheilly, né le 1er janvier 1789 à Hérissart, décédé le 23 mars 1868 à Hérissart. Il a servi au 22e régiment de chasseurs à cheval de 1808 à 1816, fut fait prisonnier de guerre en Russie le 8 août 1812[30].
- Pierre-François Mibart, né le 25 décembre 1773 à Hérissart, décédé le 11 mars 1860 à Hérissart. Soldat du Train du 24/10/1791 au 29 pluviôse an X, a fait la campagne de France[30].
- François-Joseph Robars, né en 1780 à Moncheaus-les-Frévent (62), décédé le 18 février 1859 à Hérissart, soldat au 12e régiment d'infanterie de ligne du 24 vendémiaire an XII jusqu'en 1815. Il a fait les campagnes de Hanovre, d'Espagne, de France et de Belgique[30].
- Jules Verne y a pratiqué sa seule et unique partie de chasse[31].